# ハビーブ・ファルダーン
ハビーブ・ファルダーン（アラビア語: حبيب فردان、Habib Fardan、1990年11月11日-）は、アラブ首長国連邦・ドバイ出身のサッカー選手。アラビアン・ガルフ・リーグ・アル・アハリ所属。アラブ首長国連邦代表。ポジションはミッドフィールダー。日本語メディアでは「ハビブ・ファルダン」と表記されることが多い。

## 来歴

### クラブ
AFCチャンピオンズリーグ2013では、グループリーグの対アル・ガラファ戦でゴールを決めている。
チームが大会初優勝を果たした2014年のGCCチャンピオンズリーグ（GCCクラブカップ）では、大会最優秀選手に選ばれた。

### 代表
U-20UAE代表として2009 FIFA U-20ワールドカップに出場した。
2012年ロンドン五輪に出場。
キリンチャレンジカップ2012での対日本戦に出場。

## タイトル
代表
ガルフカップ 2013
クラブ
アル・ナスルSC
GCCチャンピオンズリーグ 2014
個人
GCCチャンピオンズリーグ2014 最優秀選手